# Borikenophis
Borikenophis és un gènere de serp de la família dels colúbrids propi del Carib.

## Espècies[1]
- Borikenophis portoricensis (Reinhardt & Lütken, 1862) – serp porto-riquenya
- Borikenophis sanctaecrucis (Suporta, 1862) – serp de St. Croix
- Borikenophis variegatus (Schmidt, 1926) – serp porto-riquenya